# Anna Bokan
Anna Joseph Bokan (geboren um 1715; gestorben 19. Mai 1775 in Rotterdam) war eine niederländische Schauspielerin, Tänzerin und Sängerin.

## Leben
Anna Bokan wurde um 1715 vermutlich in Antwerpen geboren. In der Literatur wird sie auch Anna Josepha Bokan genannt, dies ist jedoch falsch, der zweite Name lautet Joseph. Ihre Karriere in den Niederlanden soll sie als Jongleurin auf Jahrmärkten begonnen haben. Sie heiratete um 1732 den Schauspieler Jan de Bruyn (gest. vor 1746), Sohn der Schauspielerin Elizabeth van Bleeck. Das Paar wurde in jenem Jahr von der Stadsschouwburg Amsterdam für ein gemeinsames Honorar von vier Gulden pro Vorstellung als Tänzer engagiert. Am 6. September 1737 erhielt Anna einen eigenen Vertrag als Sängerin, Schauspielerin und Statistin im Ballett. Ihr Lohn betrug dreihundert Gulden pro Saison, zwei Jahre später vierhundert.
Ihre Tochter Wilhelmina wurde am 7. März 1738 römisch-katholisch getauft. In dem Jahr sang Anna Bokan die Rollen von Calliope und Morgenstond in „Eeuwgetyde“, einem allegorischen Stück, das Jan de Marre anlässlich des 100-jährigen Jubiläums des Amsterdamer Theaters schrieb. Darin trat sie mit ihren Schwiegereltern auf. Neben Elizabeth wirkten auch Barbara van Bleeck, Anna Maria de Bruyn und als Tänzer Cornelis, Jans Bruder, mit. Das Sterbedatum von Jan de Bruyn ist nicht bekannt, Anna Bokan heiratete jedoch als Witwe 1746 seinen Bruder Cornelis. Mit Cornelis hatte sie fünf Kinder: Maria (1747), Jean (1749), Cornelis (1750), Maria Elisabeth (1752) und Pierre Paul (1755). Alle fünf wurden in der französischen Kapelle in Amsterdam römisch-katholisch getauft.
Anna Bokan und Cornelis de Bruyn verließen 1763 das Amsterdamer Theater. Sie gingen nach Den Haag, um im neu gegründeten Theater von Marten Corver zu spielen. Nach Angaben des Autors von 't Galante leeven ging das Ehepaar 1770 bankrott. Sie traten mit ihrer Tochter Maria Elisabeth 1773 der neuen Kompanie von Jan Punt in Rotterdam bei. Anna als Schauspielerin, Cornelis als Ballettmeisterin und Maria Elisabeth als Soubrette. Anna spielte dort unter anderem in der Tragödie „Maria von Burgund“, die am 28. Dezember 1774 bei der Eröffnung des Punter Theaters aufgeführt wurde. Bereits am 19. Mai 1775 starb Anna Bokan in Rotterdam, im Theater. Im Bestattungsregister steht, dass sie sechzig Jahre alt war. Ihr Leichnam wurde zwei Tage später zur Beerdigung nach Antwerpen überführt, wahrscheinlich in ein Grab der Familie Bokan. Anna Joseph Bokan hinterließ neben ihrem Mann ein minderjähriges und ein erwachsenes Kind. Das minderjährige Kind, war die 22-jährige Maria Elisabeth, die selbst Sängerin und Schauspielerin wurde.